# La sposa del mare
La sposa del mare (Sea Wife) è un film del 1957 diretto da Bob McNaught.